# 受电杆

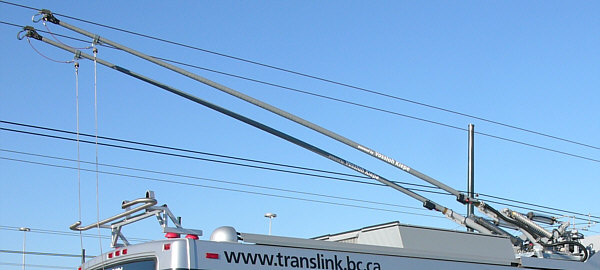
无轨电车的一对受电杆

受電桿，是用於路面電車等車輛，支撑受电头并向或触靴传递弹簧压力、具有一定挠性的管或杆。受电杆是一种杆形受电器，通过活动杆上安装的触轮和触靴从架空接触网的接触线上获取电流。

## 结构及应用
受电杆的末端称为受电头，包括触靴、支持机构并且允许触靴作必要运动。触靴内嵌由石墨制成的炭滑块，中央有一凹槽，用以压紧接触线并滑动而能获取电流。受电杆一般用于无轨电车和旧式有轨电车，安装于車頂受电杆座上，基部凭借弹簧支撑并通过受电杆枢轴实现一定程度的转动。受电杆彈簧向上的張力把受电杆顶在架空接触网的接触线之下，并保持触靴与接触线的接觸。金屬製造的受电杆一般會在受电杆座絕緣，实心者通过電桿本身，空心者内嵌导线导電。
受电杆末端一般固定连接着绝缘拉索用以控制其升降，松弛的拉索可以通过固定在车尾中部的卷绳器（又称绳箱）牵引而收紧，从而降低脱线后受电杆的摆动幅度，以保护接触网。沒有拉索的牵引的受电杆则需要人工使用绝缘钩杆来移动。
無軌電車需要一對受电杆与接触网的一对正负接触线（一般是左正右负）相连，以完成受电电路；有軌電車则只需要一根受电杆与接触网的一根接触线相连，通过鋼製的車輪和轨道來完成電路。